# Селецкија (Ријети)
Селецкија је насеље у Италији у округу Ријети, региону Лацио.
Према процени из 2011. у насељу је живело 45 становника. Насеље се налази на надморској висини од 376 м.